# Vittorio Moschini
Vittorio Moschini (Torino, 11 aprile 1864 – Stra, 11 maggio 1940) è stato un politico italiano, sindaco di Padova e Deputato del Regno d'Italia.

## Biografia
Nato a Torino è stato sindaco della Città di Padova dal 1900 al 1904. Inoltre è stato Deputato del Regno d'Italia per due legislature.